# Campeonato Sul-Americano de Hóquei sobre a grama Masculino de 2013
O Campeonato Sul-Americano de Hóquei sobre a grama Masculino de 2013 foi a quinta edição deste torneio, administrado e patrocinado pela Federação Pan-Americana de Hóquei (PAHF). O Chile recebeu a competição, cujas partidas foram realizadas em sua capital, Santiago.
A equipe da Argentina conquistou seu quinto título desta competição.

## Regulamento e participantes
Na primeira fase houve uma disputa por pontos corridos, no qual todas as seleções se enfrentaram. Os posicionamentos nela alcançados determinaram a as partidas da fase final, que contaram com as disputas pelos quinto e terceiro lugares, além da decisão do campeonato.
Além do país anfitrião, o Chile, se fizeram presentes as seleções de Argentina, Brasil, Paraguai, Peru e Uruguai.

## Jogos
Seguem-se, abaixo, as partidas realizadas nesta competição.

### Primeira Fase
1ª rodada
| 26 de janeiro |      |      |         |  |  |
| Argentina     | 19–0 | Peru | Reporte |  |  |

| 26 de janeiro |     |         |         |  |  |
| Brasil        | 1–2 | Uruguai | Reporte |  |  |

| 26 de janeiro |      |          |         |  |  |
| Chile         | 17–0 | Paraguai | Reporte |  |  |

2ª rodada
| 27 de janeiro |     |        |         |  |  |
| Peru          | 1–1 | Brasil | Reporte |  |  |

| 27 de janeiro |      |          |         |  |  |
| Argentina     | 19–1 | Paraguai | Reporte |  |  |

| 27 de janeiro |     |         |         |  |  |
| Chile         | 8–0 | Uruguai | Reporte |  |  |

3ª rodada
| 29 de janeiro |      |       |         |  |  |
| Peru          | 1–14 | Chile | Reporte |  |  |

| 29 de janeiro |     |          |         |  |  |
| Uruguai       | 1–1 | Paraguai | Reporte |  |  |

| 29 de janeiro |      |           |         |  |  |
| Brasil        | 1–10 | Argentina | Reporte |  |  |

4ª rodada
| 30 de janeiro |     |        |         |  |  |
| Paraguai      | 0–5 | Brasil | Reporte |  |  |

| 30 de janeiro |     |      |         |  |  |
| Uruguai       | 0–1 | Peru | Reporte |  |  |

| 30 de janeiro |     |           |         |  |  |
| Chile         | 0–6 | Argentina | Reporte |  |  |

5ª rodada
| 1 de fevereiro |     |      |         |  |  |
| Paraguai       | 0–4 | Peru | Reporte |  |  |

| 1 de fevereiro |     |       |         |  |  |
| Brasil         | 0–3 | Chile | Reporte |  |  |

| 1 de fevereiro |      |         |         |  |  |
| Argentina      | 11–0 | Uruguai | Reporte |  |  |

#### Classificação final - Primeira Fase
| Equipe    | Pts | J | V | E | D | GF | GC | Saldo |
| --------- | --- | - | - | - | - | -- | -- | ----- |
| Argentina | 15  | 5 | 5 | 0 | 0 | 65 | 2  | +63   |
| Chile     | 12  | 5 | 4 | 0 | 1 | 42 | 7  | +35   |
| Peru      | 7   | 5 | 2 | 1 | 2 | 7  | 34 | -27   |
| Brasil    | 4   | 5 | 1 | 1 | 3 | 8  | 16 | -8    |
| Uruguai   | 4   | 5 | 1 | 1 | 3 | 3  | 22 | -19   |
| Paraguai  | 1   | 5 | 0 | 1 | 4 | 2  | 46 | -44   |

- Convenções: Pts = pontos, J = jogos, V = vitórias, E = empates, D = derrotas, GF = gols feitos, GC = gols contra, Saldo = diferença de gols.
- Critérios de pontuação: vitória = 3, empate = 1, derrota = 0.

### Fase Final

#### Disputa do 5º lugar
| 2 de fevereiro |     |          |         |  |  |
| Uruguai        | 2–1 | Paraguai | Reporte |  |  |

#### Disputa do 3º lugar
| 2 de fevereiro |     |        |         |  |  |
| Peru           | 1–4 | Brasil | Reporte |  |  |

#### Disputa do Título
| 2 de fevereiro |     |       |         |  |  |
| Argentina      | 4–3 | Chile | Reporte |  |  |

## Título
| Campeonato Sul-Americano de 2013 Hóquei sobre a grama masculino |
| --------------------------------------------------------------- |
| Argentina Campeão (5º título)                                   |